# Czeriocha
Czeriocha (ros. Черёха) – wieś (dieriewnia) w Rosji, w obwodzie pskowskim, w rejonie pskowskim. W 2010 liczyła 2543 mieszkańców.